# Alan Garber
Pour les articles homonymes, voir Garber.
Alan Michael Garber dit Alan Garber, né le 7 mai 1955, est un médecin et économiste américain. Il est le provost de Harvard de 2011 à 2024 et président de cette université depuis 2024.

## Biographie
Alan Garber est né le 7 mai 1955 à Rock Island, Illinois. Il est né dans une famille juive, ses parents sont Harry et Jean Garber. Il grandit à Rock Island. Harry Garber est né le 5 septembre 1909 et est mort le 19 octobre 1992. Jean Garber, née Bender, est née le 15 juin 1917 à Milwaukee, Wisconsin et est morte le 5 juillet 1996 à Marin County, Californie. Alan Garber est fils unique.

### Études
Il commence par faire des études en économie à Harvard. Il y termine un BA en économie (1976) puis un MA (1977) et un Doctor of Philosophy (Ph.D.) (1982) . Durant son doctorat en économie, il fait simultanément des études de médecine à l'université Stanford, où il obtient son doctorat en médecine (MD) (1983). Il est interne en médecine interne au Brigham and Women's Hospital, affilié à Harvard (1983-1986) .

### Administrateur et professeur
Le 1er septembre 2011, Alan Garber devient le provost de Harvard.
Il est le Mallinckrodt Professor of Health Care Policy à la Harvard Medical School, professeur d'économie à la faculté des arts et des sciences de Harvard, professeur of Public Policy au John F. Kennedy School of Government, et professeur au Department of Health Policy and Management à la Harvard T.H. Chan School of Public Health.
Le 2 janvier 2024, il devient le président par intérim de Harvard, après la démission forcée de Claudine Gay, à la suite de la controverse sur l'antisémitisme à Harvard et des révélations sur ses plagiats,,,,, puis quitte ses fonctions de provost le 14 mars suivant. Le 2 août, le conseil de l'université annonce qu'Alan Garber est nommé président de Harvard pour un mandat de trois ans.

### Famille
Alan Garber est marié à Anne M. Yahanda, MD.